# Dolmen de Gasteynia
Le dolmen de Gasteynia, appelé aussi dolmen de Mairietxe ou dolmen de Chuberam, est un dolmen ouest-pyrénéen situé à Mendive dans le département français des Pyrénées-Atlantiques.

## Description
Le dolmen est situé sur une position dominante, sur une colline dédiée au pâturage, le tumulus a complètement disparu, arasé pour de ne pas gêner l'activité agricole.
La chambre sépulcrale est délimitée par des orthostates en grès blanc quartzeux d'origine locale. Elle est de forme légèrement trapézoïdale, plus large au chevet qu'à l'entrée. L'ensemble mesure environ 3 m de long sur 1,40 m de large. La table de couverture et la dalle de chevet sont en grès rouge, ce qui implique qu'elles ont été rapportées d'ailleurs, de la montagne d'Armiaga ou de celle d'Urtxurri.
Le dolmen est classé au titre des monuments historiques en 1952.